# Dyscyplina wojskowa
Dyscyplina wojskowa (łac. disciplina „uczenie się”) – ścisłe podporządkowanie się każdego żołnierza zasadom postępowania określonym w regulaminach i innych przepisach wojskowych oraz rozkazom i poleceniom przełożonych, a w sytuacjach szczególnych przewidzianych w regulaminach (i innych przepisach prawa) – także starszych. Charakter układów personalnych w siłach zbrojnych opiera się przede wszystkim na hierarchicznej drabinie stopni wojskowych i pełnieniu ściśle określonych funkcji oraz wypełnianiu zadań, które pozwalają na traktowanie ich, z socjologicznego punktu widzenia, jako pewnej społeczności wyodrębnionej spośród wszystkich obywateli kraju, mającej własne niektóre prawa i obowiązki oraz jednocześnie funkcjonującej na podstawie szczególnych form współżycia między ludźmi.
Dyscyplina wojskowa zobowiązuje żołnierza do przestrzegania przepisów prawa dotyczących służby wojskowej lub innych przepisów prawa przewidujących odpowiedzialność dyscyplinarną na zasadach i w trybie określonych w ustawie oraz do wykonywania rozkazów i decyzji wydanych w sprawach służbowych. Służba wojskowa jest specyficznym rodzajem służby publicznej. Karność wojskowa, jako szczególna forma rygoru i porządku, wyodrębnia dyscyplinę wojskową z dyscypliny ogólnospołecznej. Specyfika ta podyktowana jest przede wszystkim względami obronności kraju i potrzebą sprawności organizacyjnej wojska.
Wojsko, jako instytucja wymaga ładu wewnętrznego, przestrzegania porządku, ścisłego respektowania zasad i norm oraz sprawnego wykonywania rozkazów i decyzji. Zostaje to osiągnięte m.in. w wyniku oddziaływania wychowawczego, podporządkowania, karności, a także posłuchu podwładnych prawu oraz normom życia służbowego. Utrzymanie należytego poziomu dyscypliny wojskowej jest ważnym elementem procesu kierowania i dowodzenia oraz czynnikiem wpływającym na morale i jakość realizowanych zadań, a także zdolność bojową wojska. Dowodzenie i kierowanie działalnością w służbie wojskowej jest złożonym procesem społecznego współżycia ludzi, które obejmuje m.in. przygotowanie i prowadzenie działań bojowych, szkolenie oraz wychowanie żołnierzy, jak również samo administrowanie wojskiem.
Przestrzeganie dyscypliny wojskowej przez żołnierzy wiąże się m.in. z przestrzeganiem sposobu odbywania czynnej służby wojskowej oraz obowiązków żołnierzy określonych w rozkazach i decyzjach wydanych w sprawach służbowych o charakterze ogólnym jak i z przestrzeganiem rozkazów sensu stricto, tj. poleceń określonego działania lub zaniechania wydanych służbowo przez przełożonych lub uprawnionych żołnierzy starszych stopniem.
Uprzednio obowiązujące w Wojsku Polskim przepisy:
- Rozporządzenie Prezydenta Rzeczypospolitej z 22 sierpnia 1925 r. w sprawie wojskowych przepisów dyscyplinarnych[7]
- Dekret z 7 sierpnia 1939 r. Przepisy dyscyplinarne dla Sił Zbrojnych[8]
- Dekret z 26 czerwca 1945 r. Wojskowe przepisy dyscyplinarne[9]
- Ustawa z 18 stycznia 1951 r. o odpowiedzialności żołnierzy za przewinienia dyscyplinarne i za naruszenia honoru i godności żołnierskiej[10]
- Ustawa z 21 maja 1963 r. o dyscyplinie wojskowej oraz o odpowiedzialności żołnierzy za przewinienia dyscyplinarne i za naruszenia honoru i godności żołnierskiej[11]
- Ustawa z 4 września 1997 r. o dyscyplinie wojskowej[12]
- Ustawa z dnia 9 października 2009 r. o dyscyplinie wojskowej[13].